# Capitán de bandada

Distintivo de grado usado en la bocamanga en la tenida número 1, el cual consta de 1 estrella plateada y 3 barras azules de 7 milímetros..

Capitán de Bandada es un grado militar perteneciente a los oficiales de la Fuerza Aérea de Chile, rango el cual es equivalente al Capitán en el Ejército de Chile y al Teniente Primero de la Armada de Chile.

## Descripción
Es superior al Teniente e inferior al Comandante de Escuadrilla. Es el grado más alto dentro del rango de oficiales subalternos. Este grado tiene una duración de 6 años.

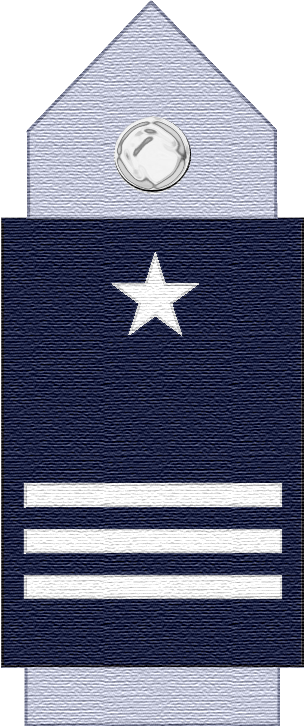
Éste es su distintivo de grado usado en los hombros, el cual consta de 1 estrella plateada y 3 barras azules de 7 milímetros.

Está a cargo de una Bandada dependiendo de su Escalafón. Solo los Oficiales del Escalafón Aire pueden comandar una Bandada, el cual consta de una unidad pequeña de Aviones. 
Su distintivo de grado consta de una estrella plateada y tres barras de ocho milímetros.
En 2025, la capitán de bandada Natalia Henríquez Bravo se convirtió en la primera mujer piloto chilena en aterrizar en el Polo Sur.